# 维尔吉尼奥·皮扎利
维尔吉尼奥·皮扎利（義大利語：Virginio Pizzali，1934年12月28日—2021年11月14日），意大利男子自行车运动员。他曾代表意大利参加1956年夏季奥林匹克运动会自行车比赛，获得男子团体追逐赛金牌。